# Samuel Petschek
Samuel Petschek, vollständig Samuel ben Josef Halevi Petschek, vormals Sanwel Josef Levi Obernitz (* 1746 vermutlich in Obernitz; † 21. Oktober 1822 in Kolin, Königreich Böhmen), gilt in der Namenforschung als Stammvater der deutschböhmischen Unternehmerdynastie Petschek, die im späten 19. und frühen 20. Jahrhundert zu den reichsten jüdischen Familien Europas zählte.

## Leben
Die Ahnenforschung führt Samuel ben Josef Halevi Petschek als ersten dokumentierten Pater familias und Träger des Nachnamens Petschek auf. Er wurde im Jahr 1746 geboren. Sein Geburtstag ist unbekannt. Nachweislich verstarb er am 21. Oktober 1822 im Alter von 76 Jahren in Kolin. Über seine Eltern ist lediglich bekannt, dass sie Josef Halevi und Sara hießen. Der Geschlechtername Halevi weist auf Nachkommen vom Stamme der Leviten hin und ist in männlicher Linie erblich. Vermutlich stammte Samuel aus Obernitz (Obrnitz) in Nordböhmen, da er bis zum Jahr 1788 Sanwel Josef Levi Obernitz („der Levit aus Obernitz“) genannt wurde.
Die Familie wohnte spätestens ab dem Jahr 1780 in Petschek und gehörte der Jüdischen Gemeinde Kolin an, wo Samuel ben Josef Halevi als Schriftgelehrter wirkte. Seinen Lebensunterhalt verdiente er als Hausierer und war verheiratet mit Anna Channa Reichmann (1752–1834). Gemeinsam hatten sie vier Kinder: 
- Moses (1788, Kindstod nach 7 Monaten)
- Israel (1789–1852)
- Rosel Sara (1792–?), heiratete Aron Schindelka (1788–1846), den Sohn des Koliner Rabbi Nathan Pinkas (später Adam Schindelka genannt)
- Esther (1797–?)[5][6]

Im Zuge der Josephinischen Reformen erhielten die Juden in Böhmen im Oktober 1781 Religionsfreiheit und die Staatsbürgerschaft der Habsburgermonarchie. Grundsätzlich hatten Juden bis zu diesem Zeitpunkt keine Nachnamen und wurden in keiner Matrikel erfasst. Mit der Gleichstellung war der Eintrag in Gemeindebücher nebst dem Führen bürgerlicher Namen verbunden. In der Praxis erhielten sie, wenn nicht selbst ausgewählt, einen Nachnamen zugewiesen. Samuels Registrierung erfolgte im Jahr 1788 und verlief der Legende nach bei dem zuständigen Regionalbeamten in Kolin folgendermaßen:
„Also, er ist Jude, wie heißt er?“
„Weiß nicht?“
„Also wird er mir wenigstens sagen, wo er wohnt?“
„Petschek?“
„Sehen Sie, dann heißt er Petschek.“
Das Gespräch erfolgte in deutscher Sprache. Die tschechische Schreibweise des Ortes war und ist Peček. Deutsch und jiddisch sprechende Einwohner nannten den Ort Petschek. Die Petscheks waren deutschsprachige Juden und galten als überzeugte Anhänger der österreich-ungarischen Monarchie. Auch später hielten sie an der deutschen Schreibweise ihres Familiennamens fest. Hierbei ist zu berücksichtigen, dass grundsätzlich alle jüdischen Bewohner der cisleithanischen Kronländer primär als Deutsche der österreichischen Reichshälfte wahrgenommen wurden und sich selbst als solche sahen.

## Nachfahren
Kurz bevor Samuel Petschek verstarb, zog die Familie im September oder Oktober 1822 von Petschek nach Kolin. Neues Familienoberhaupt wurde sein Sohn Israel, dessen Söhne den wirtschaftlichen Grundstein der Unternehmerdynastie Petschek legten.